# Nowe Lipki
Nowe Lipki – wieś w Polsce położona w województwie mazowieckim, w powiecie węgrowskim, w gminie Stoczek. Ma status sołectwa.
Podczas drugiej wojny światowej w pobliskich lasach stacjonowały oddziały armii czerwonej, do dziś pozostały ślady po okopach. 
W latach 1975–1998 miejscowość administracyjnie należała do województwa siedleckiego.
Wierni Kościoła rzymskokatolickiego należą do parafii św. Stanisława Biskupa Męczennika w Stoczku.